# Porte Saint-Honoré
Porte Saint-Honoré (tj. brána svatého Honoria) byla brána v Paříži. Nacházela se v západní části města v ulici Rue Saint-Honoré. Během staletí vznikly na této ulici postupně tři brány toho jména a všechny byly zbořeny. 

## Historie

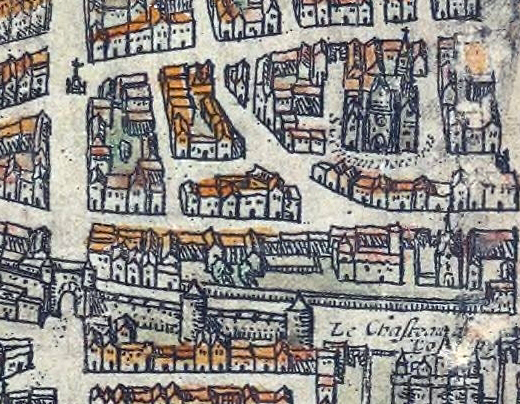
První brána, kolem roku 1530

### První brána
První brána Saint-Honoré se nacházela v prostoru domů č. 148 a 150 na Rue Saint-Honoré, přímo před průčelím dnešní Oratoire du Louvre u křížení s Rue de l'Oratoire. (48°51′43″ s. š., 2°20′25″ v. d.)
Brána byla postavena za vlády krále Filipa II. Augusta v rámci městských hradeb v letech 1190–1200. Byla zbořena v 16. století (1533 nebo 1545 podle pramenů). Podle ní dostal název kolegiátní kostel Saint-Honoré postavený krátce poté, který zase dal název Rue Saint-Honoré.
Brána byla opatřena dvěma věžemi, byla o průměru osm metrů a výšce 15 metrů zakončená uzavřené dvěma listy ze dřeva a chráněná padací mříží. Stejně jako Louvre tvořila obranný systém proti útoku od severu z Normandie, která byla ve vlastnictví Plantagenetetů, nepřátel francouzských králů.

### Druhá brána

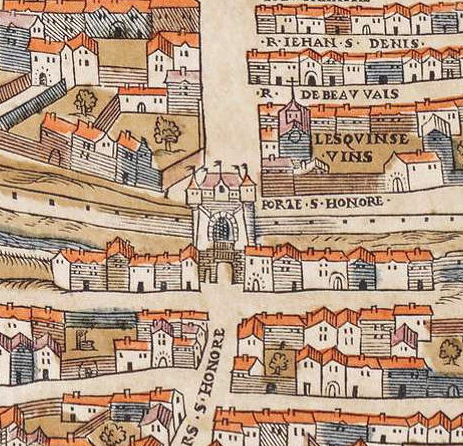
Druhá brána, kolem roku 1550

Přesné umístění druhé brány bylo potvrzeno v roce 1866 při výkopech pařížských stok. Druhá brána Saint-Honoré byla umístěna mezi domy č. 161 a 165 v Rue Saint-Honoré (dnes Place André-Malraux) poblíž Palais Royal. Měla rozměry 8,34 m na šířku a přibližně 18,50 m na délku. Byla postavena z nařízení Karla V. v roce 1380 o 500 metrů západněji než první brána. Tato brána byla zbořena v roce 1636. (48°51′49″ s. š., 2°20′6″ v. d.)
Tato opevněná brána byla postavena jako pevnost zakončená malými věžemi vystupující před hradby. Průchod pod klenbou brány byl 18 metrů dlouhý. Vstup od předměstí byl chráněn dvojitým padacím mostem (pro jezdce a chodce) přes dva příkopy. První, vodní příkop byl široký 30 metrů, druhý, suchý 15 metrů. Mezi oběma příkopy byla ještě další brána. Celková délka činila 80 metrů až do Rue de l'Échelle, která představuje bývalou cestu kolem příkopů. 
V roce 1429 shromáždila Johanka z Arku vojsko, aby dobyla Paříž, která byla v rukou Angličanů. Hlavní útok proběhl 8. září 1429, kdy Johanka nechala umístit na kopci Saint-Roch děla na podporu útoku na bránu Saint-Honore. Útok se však nezdařil a král nařídil ústup.
Dne 20. ledna 1591 se vojáci Jindřicha IV. pokusili v převleku za rolníky proniknout branou do Paříže ovládané katolickou ligou. 

### Třetí brána

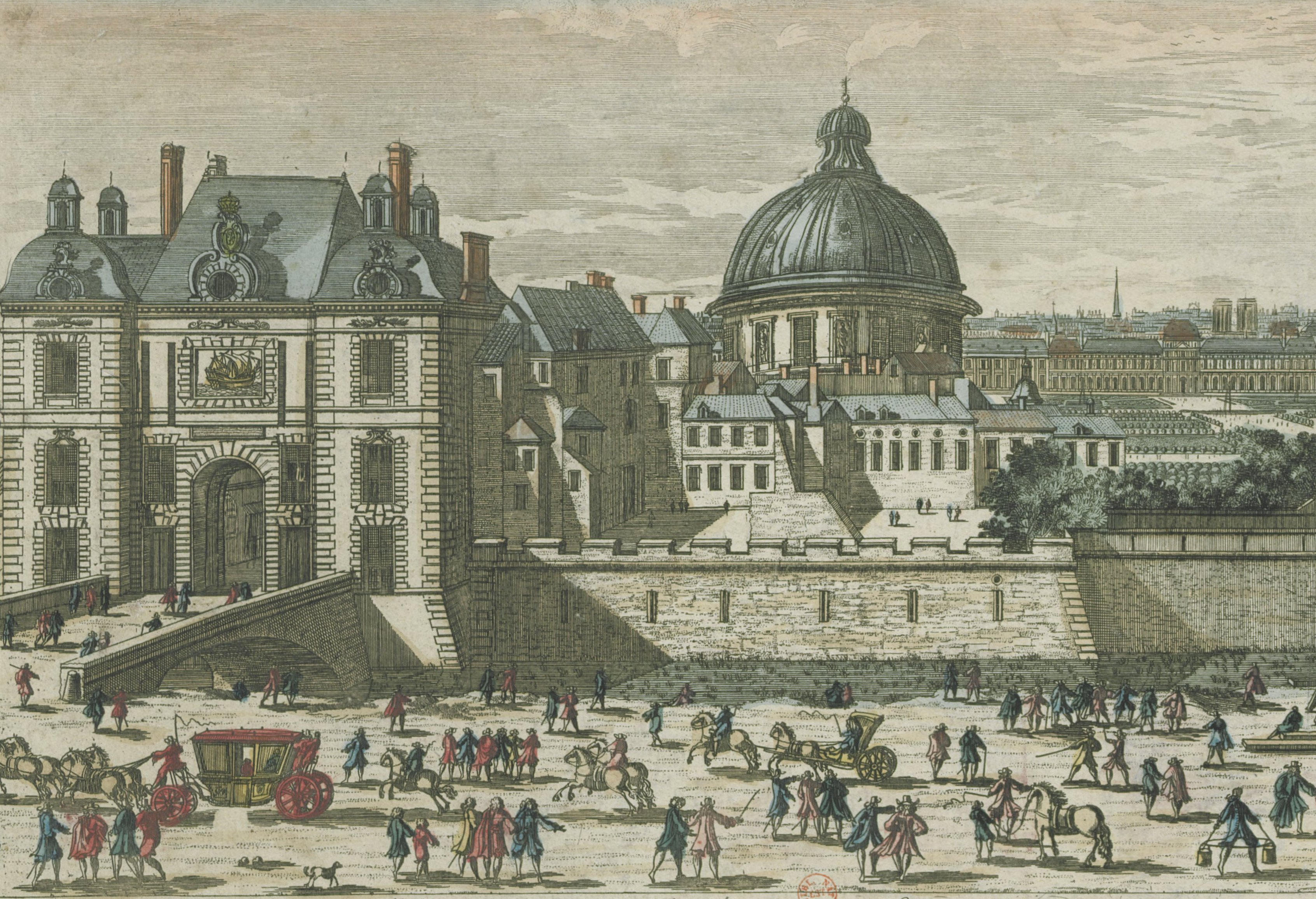
Třetí brána, 17. století, vpravo kostel Nanebevzetí Panny Marie

Třetí brána Saint-Honoré stávala v prostoru domů č. 422 a 281 na Rue Saint-Honoré u křižovatky s Rue Royale.Byla postavena za vlády Ludvíka XIII. v letech 1632–1634 zhruba o kilometr západněji než druhá brána. (48°52′6″ s. š., 2°19′25″ v. d.)
Dne 21. října 1652 Ludvík XIV. vstoupil touto branou do Paříže po porážce Frondy, povstaleckého městu a pařížského parlamentu.
Brána měla dva boční pavilony. Most přes příkop byl od brány oddělen padacím mostem. V letech 1670–1680 byla brána rozšířena kvůli snazšímu průchodu. V roce 1732 byla zbořena.